# Sincronización de Einstein-Poincaré
La sincronización de Einstein-Poincaré, también conocida como sincronización de Einstein, es una convención para sincronizar relojes en diferentes lugares por medio de intercambios de señales. Este método de sincronización fue utilizado por los telegrafistas a mediados del siglo XIX, pero fue popularizado por Henri Poincaré y Albert Einstein, quienes lo aplicaron a las señales luminosas y reconocieron su papel fundamental en la teoría de la relatividad. Su valor principal es para relojes dentro de un solo marco de inercia.

## Einstein
Según la prescripción de Albert Einstein de 1905, se envía una señal luminosa en el momento {\displaystyle \tau _{1}} del reloj 1 al reloj 2 e inmediatamente viceversa, por ejemplo, por medio de un espejo. Su hora de llegada al reloj 1 es {\displaystyle \tau _{2}} . Esta convención de sincronización establece el reloj 2 para que la hora {\displaystyle \tau _{3}} de la reflexión de la señal se define como
Error al representar (SVG (MathML puede ser habilitado mediante un plugin de navegador): respuesta no válida («Math extension cannot connect to Restbase.») del servidor «http://localhost:6011/es.wikipedia.org/v1/»:): {\displaystyle \tau_3 = \tau_1 + \tfrac{1}{2}(\tau_2 - \tau_1) = \tfrac{1}{2}(\tau_1 + \tau_2).}

La misma sincronización se logra transportando "lentamente" un tercer reloj del reloj 1 al reloj 2, en el límite de la velocidad de transporte que desaparece. La literatura analiza muchos otros experimentos mentales para la sincronización de relojes que dan el mismo resultado. El problema es si esta sincronización realmente logra asignar una etiqueta de tiempo a cualquier evento de manera consistente. Para ello se deben encontrar condiciones bajo las cuales:
a. Los relojes sincronizados permanezcan sincronizados,
b.
1. La sincronización es reflexiva, es decir, que todo reloj esté sincronizado consigo mismo (automáticamente satisfecha),
2. La sincronización es simétrica, es decir, si el reloj A está sincronizado con B entonces B está sincronizado con A,
3. La sincronización es transitiva, es decir, si el reloj A está sincronizado con B y el reloj B está sincronizado con C entonces A está sincronizado con C.

Einstein (1905) no reconoció la posibilidad de reducir (a) y (b1) – (b3) a propiedades físicas fácilmente verificables de la propagación de la luz (véase más abajo). En cambio, simplemente escribió: "Suponemos que esta definición de sincronismo está libre de contradicciones y es posible para cualquier número de puntos; y que las siguientes relaciones (es decir, b2 – b3) son universalmente válidas ".
Max von Laue fue el primero en estudiar el problema de la consistencia de la sincronización de Einstein. El físico Ludwik Silberstein presentó un estudio similar aunque dejó la mayoría de sus afirmaciones como ejercicio para los lectores de su libro de texto sobre relatividad. Los argumentos de Max von Laue fueron retomados por Hans Reichenbach, y encontraron una forma definitiva en un trabajo de Alan Macdonald. La solución es que la sincronización de Einstein satisface los requisitos anteriores si y solo si se cumplen las siguientes dos condiciones:
- Sin corrimiento al rojo: si desde el punto A se emiten dos destellos separados por un intervalo de tiempo Δt registrado por un reloj en A, entonces llegan a B separados por el mismo intervalo de tiempo Δt registrado por un reloj en B.
- Condición de ida y vuelta de Reichenbach: si se envía un haz de luz sobre el triángulo ABC, partiendo de A y reflejado por espejos en B y C, entonces su tiempo de llegada a A es independiente de la dirección seguida (ABCA o ACBA).

Una vez que los relojes están sincronizados, se puede medir la velocidad de la luz en un sentido. Sin embargo, las condiciones anteriores que garantizan la aplicabilidad de la sincronización de Einstein no implican que la velocidad de la luz en un sentido sea la misma en todo el encuadre. Considérese
- Condición de ida y vuelta de Laue-Weyl: el tiempo que necesita un haz de luz para atravesar un camino cerrado de longitud L es L/c, donde L es la longitud del camino y c es una constante independiente del camino.

Un teorema (cuyo origen se remonta a von Laue y Hermann Weyl) establece que la condición de ida y vuelta de Laue-Weyl se cumple si y solo si la sincronización de Einstein se puede aplicar de manera consistente (es decir, (a), (b1 ) y (b3) se mantienen) y la velocidad de la luz en un sentido con respecto a los relojes así sincronizados es una constante en todo el cuadro. La importancia de la condición de Laue-Weyl radica en el hecho de que el tiempo allí mencionado se puede medir con un solo reloj; por lo tanto, esta condición no depende de las convenciones de sincronización y puede verificarse experimentalmente. De hecho, se ha verificado experimentalmente que la condición de ida y vuelta de Laue-Weyl se mantiene a lo largo de un marco inercial.
Dado que no tiene sentido medir una velocidad unidireccional antes de la sincronización de relojes distantes, los experimentos que afirman una medida de la velocidad unidireccional de la luz a menudo se pueden reinterpretar como una verificación de la condición de ida y vuelta de Laue-Weyl.
La sincronización de Einstein parece tan natural sólo en marcos inerciales. Uno puede olvidar fácilmente que es solo una convención. En marcos giratorios, incluso en relatividad especial, la no transitividad de la sincronización de Einstein disminuye su utilidad. Si el reloj 1 y el reloj 2 no se sincronizan directamente, sino mediante una cadena de relojes intermedios, la sincronización depende de la ruta elegida. La sincronización alrededor de la circunferencia de un disco giratorio proporciona una diferencia de tiempo que no desaparece y que depende de la dirección utilizada. Esto es importante en el efecto Sagnac y la paradoja de Ehrenfest. El GPS cuenta de este efecto.
Una discusión sustantiva del convencionalismo de la sincronización de Einstein se debe a Hans Reichenbach. La mayoría de los intentos de negar la convencionalidad de esta sincronización se consideran refutados, con la notable excepción del argumento del filósofo David Malament de que puede derivarse de exigir una relación simétrica de conectabilidad causal. Se discute si esto resuelve el problema.

## Historia de Poincaré
Algunas características de la convencionalidad de la sincronización fueron discutidas por Henri Poincaré. En 1898 (en un artículo filosófico) argumentó que la suposición de la velocidad uniforme de la luz en todas las direcciones es útil para formular leyes físicas de forma sencilla. También mostró que la definición de simultaneidad de eventos en diferentes lugares es solo una convención. Basado en esas convenciones, pero en el marco de la ahora obsoleta teoría del éter, Poincaré en 1900 propuso la siguiente convención para definir la sincronización del reloj: 2 observadores A y B, que se mueven en el éter, sincronizan sus relojes por medio de señales ópticas. Debido al principio de relatividad, creen que están en reposo en el éter y asumen que la velocidad de la luz es constante en todas las direcciones. Por lo tanto, deben considerar solo el tiempo de transmisión de las señales y luego cruzar sus observaciones para examinar si sus relojes están sincronizados.

Supongamos que hay unos observadores colocados en varios puntos, y sincronizan sus relojes mediante señales luminosas. Intentan ajustar el tiempo de transmisión medido de las señales, pero no son conscientes de su movimiento común y, en consecuencia, creen que las señales viajan a la misma velocidad en ambas direcciones. Realizan observaciones de señales de cruce, una que viaja de A a B, seguida de otra que viaja de B a A. La hora local {\displaystyle t'} es la hora indicada por los relojes que están así ajustados. Si {\displaystyle V={\tfrac {1}{\sqrt {K_{0}}}}} es la velocidad de la luz, y {\displaystyle v} es la velocidad de la Tierra que suponemos es paralelo al eje {\displaystyle x}, y en sentido positivo, entonces tenemos: {\displaystyle t'=t-{\tfrac {vx}{V^{2}}}}.

En 1904 Poincaré ilustró el mismo procedimiento de la siguiente manera:

Imagine dos observadores que desean ajustar sus relojes mediante señales ópticas; intercambian señales, pero como saben que la transmisión de la luz no es instantánea, tienen cuidado de cruzarlas. Cuando la estación B percibe la señal de la estación A, su reloj no debe marcar la misma hora que la estación A en el momento de enviar la señal, sino esta hora aumentada por una constante que representa la duración de la transmisión. Supongamos, por ejemplo, que la estación A envía su señal cuando su reloj marca la hora 0, y que la estación B la percibe cuando su reloj marca la hora {\displaystyle t}. Los relojes se ajustan si la lentitud igual a t representa la duración de la transmisión, y para comprobarlo, la estación B envía a su vez una señal cuando su reloj marca 0; entonces la estación A debería percibirlo cuando su reloj marque {\displaystyle t}. Luego se ajustan los relojes. Y de hecho marcan la misma hora en el mismo instante físico, pero con la condición de que las dos estaciones estén fijas. De lo contrario, la duración de la transmisión no será la misma en los dos sentidos, ya que la estación A, por ejemplo, avanza al encuentro de la perturbación óptica que emana de B, mientras que la estación B huye ante la perturbación que emana de A. Los relojes ajustados de ese modo no marcará, pues, el tiempo verdadero; marcarán lo que podría llamarse la hora local, de modo que uno de ellos será más lento que el otro.